# 나카시마 겐세이
나카시마 겐세이(일본어: 中島 賢星, 1996년 8월 23일 ~ )는 일본의 축구 선수이다. 현재 J3리그의 나라 클럽에서 뛰고 있다.

## 구단 경력
그는 2015년부터 J리그의 요코하마 F. 마리노스, FC 기후, SC 사가미하라, 나라 클럽에서 뛰었다.